# 莱昂内尔·彭罗斯
莱昂内尔·彭罗斯（英語：Lionel Penrose，1898年6月11日—1972年5月12日），英国精神病学家、遗传学家、数学家、国际象棋理论家。

## 生平
彭罗斯毕业于剑桥大学圣约翰学院，是剑桥使徒的一员。他于1938年进行的科尔切斯特调查（Colchester Survey）是智力障碍的遗传学原理方面的最早研究之一。他是二战之后英国医学遗传学领域的重要人物。1945年至1965年间他曾主持伦敦大学学院的高尔登实验室（Galton Laboratory）。1960年获得拉斯克基础医学研究奖。
他的学术贡献还包括彭罗斯定律（彭罗斯方法（Penrose method）等。

## 家庭
彭罗斯是画家J·多伊尔·彭罗斯（英語：J. Doyle Penrose）之子。其弟罗兰·彭罗斯（英語：Roland Penrose）亦是一名画家。
彭罗斯与其妻玛格丽特·利斯（Margaret Leathes，约翰·贝雷斯福特·利斯之女）于1928年成婚。他们育有四个子女，分别是物理学家奥利弗·彭罗斯、数学物理学家罗杰·彭罗斯、国际象棋大师乔纳森·彭罗斯和遗传学家雪莉·霍奇森。